# Ofensiva de Dayr Hafir
La ofensiva de Alepo Oriental (2017), también conocida como ofensiva de Dayr Hafir (2017), fue una operación lanzada por el ejército sirio para evitar que las fuerzas rebeldes respaldadas por Turquía avancen más en Siria y, finalmente, capturar Dayr Hafir de manos del EIIL. Otro objetivo de la operación era obtener el control de la fuente de agua de la ciudad de Alepo, en la Planta de Tratamiento de Agua de Khafsa, además de capturar la Base Aérea Militar de Jirah. Al mismo tiempo, los grupos rebeldes respaldados por Turquía se dirigieron hacia el este y comenzaron a lanzar ataques contra las Fuerzas Democráticas Sirias, al oeste de Manbij.

## Ofensiva

### Ejército sirio empuja a al-bab
El 17 de enero, el ejército sirio lanzó un asalto liderado por sus Fuerzas Tigres , capturando una aldea al sur de al-Bab.  La SAA capturó cuatro aldeas más al sur de la ciudad dentro de los próximos tres días, y otras 13 aldeas al suroeste de al-Bab entre el 21 y el 24 de enero.  Para el 29 de enero, 20 aldeas habían quedado bajo el control del Ejército.
El 1 de febrero, los rebeldes respaldados por Turquía capturaron dos aldeas al sudoeste de al-Bab, cortando la carretera principal entre la ciudad y Alepo desde otro lado frente a los recientes avances de las fuerzas del gobierno pro sirio que habían llegado a 7 kilómetros (4,3 mi). Mientras tanto, la SAA también capturó una aldea al sur de la base aérea de Kuweires.
Para el 5 de febrero, la SAA estaba a dos kilómetros de cortar el último camino hacia al-Bab, con el apoyo de Hezbollah y la artillería rusa.  Al día siguiente, capturaron la colina de Tal Uwayshiya, que domina la ruta principal de suministro a al-Bab.  El avance de SAA cortó efectivamente la última ruta de suministro principal a la ciudad, poniéndola en un sitio.  Los avances del gobierno continuaron el 7 de febrero, con SAA y Hezbollah capturando tres aldeas y una colina cercana al sur de Al-Bab.  Más tarde, capturaron una colina y muchos otros sitios al sur de la base aérea de Kuweires, extendiendo su control sobre Sabkhat al-Jabbul y asegurando completamente la carretera cerca de ella.  Más tarde, ese mismo día, se informó que los rápidos avances del Ejército Sirio habían rodeado casi 5,000 militantes del EIIL dentro de Al-Bab y sus alrededores.
Durante la noche del 7.   En febrero, las fuerzas turcas y los rebeldes lanzaron un asalto a Al-Bab, capturando varias colinas estratégicas y entrando en la ciudad.  En 9   En febrero, el ejército sirio estaba a menos de 3 kilómetros (1,9 mi)   de al-bab.  El mismo día, los rebeldes se enfrentaron con el Ejército sirio por primera vez cerca de al-Bab, en un pueblo al suroeste de la ciudad.

### El ejército sirio avanza al este de al-Bab
Después de que el ejército sirio avanzara a menos de 1,5 kilómetros (0,9 mi) de la ciudad de al-Bab el 10 de febrero al día siguiente, se informó que las fuerzas rebeldes respaldadas por Turquía habían capturado una rotonda estratégica, cortando efectivamente al Ejército sirio de Al-Bab.  Para evitar más avances en el sur por parte de los rebeldes, los militares iniciaron operaciones al este de la Base Aérea de Kuweires en territorio ISIL para cortar a los rebeldes. 
Entre el 12 y el 16 de febrero, el ejército sirio capturó nueve aldeas al noreste de la base aérea, avanzó unos cuatro kilómetros y llegó a los cinco kilómetros de la ciudad de Dayr Hafir, controlada por el EIIL.
Entre el 21 y el 25 de febrero, los militares tomaron una docena de aldeas más e impusieron el control de fuego de artillería sobre Dayr Hafir.  El Ejército comenzó a pasar por alto a Dayr Hafir en un intento de rodearlo y obligar a las fuerzas del EIIL a retirarse en lugar de lanzar un asalto directo a la ciudad debido a la posibilidad de extensas fortificaciones del EIIL.
El 25 de febrero, en medio de una gran retirada de las fuerzas del EIIL en las zonas rurales del este de Alepo, y después de la caída de Al-Bab a las fuerzas rebeldes respaldadas por Turquía, se informó que la mayoría de los combatientes del EIIL se habían retirado de la ciudad de Tadef. En este punto, seguía sin estar claro si la ciudad sería tomada por combatientes pro-gubernamentales o rebeldes. Al día siguiente, el ejército sirio entró en Tadef y tomó el control de la ciudad.  Posteriormente, los enfrentamientos estallaron cerca de Tadef entre el ejército y los rebeldes respaldados por Turquía.  Los rebeldes afirmaron que al menos 22 soldados sirios murieron en la lucha, mientras que al menos seis rebeldes también murieron.   Aun así, a pesar de esto, los militares continuaron con sus avances, apoderándose de otras dos aldeas.
A primeras horas del 27 de febrero, las fuerzas gubernamentales y Hezbollah se apoderaron de otra aldea del ISIL, llevándolos a 5 o 6 kilómetros de unirse al Consejo Militar Manbij de las Fuerzas Democráticas Sirias y potencialmente sitiando 13 aldeas controladas por el ISIL.  Más tarde en la mañana, el ejército sirio capturó varias aldeas más, llegando a las líneas SDF.  Los rebeldes respaldados por Turquía también tomaron el control de cinco aldeas después de que las fuerzas del EIIL se retiraron de esas áreas.  El SDF luego lanzó un asalto contra ISIL al suroeste y al sur de Manbij, capturando nueve aldeas.  Se informó que la SDF planeaba capturar la ciudad de Al-Khafsa del ISIL, así como que la SDF y la SAA podrían estar coordinando sus acciones en la región.  Durante el día, Sputnik News informó que Rusia había mediado otro alto el fuego entre el ejército sirio y las fuerzas de la FSA respaldadas por Turquía en el área.

### Ataque rebelde en el SDF; la SAA llega al lago Assad

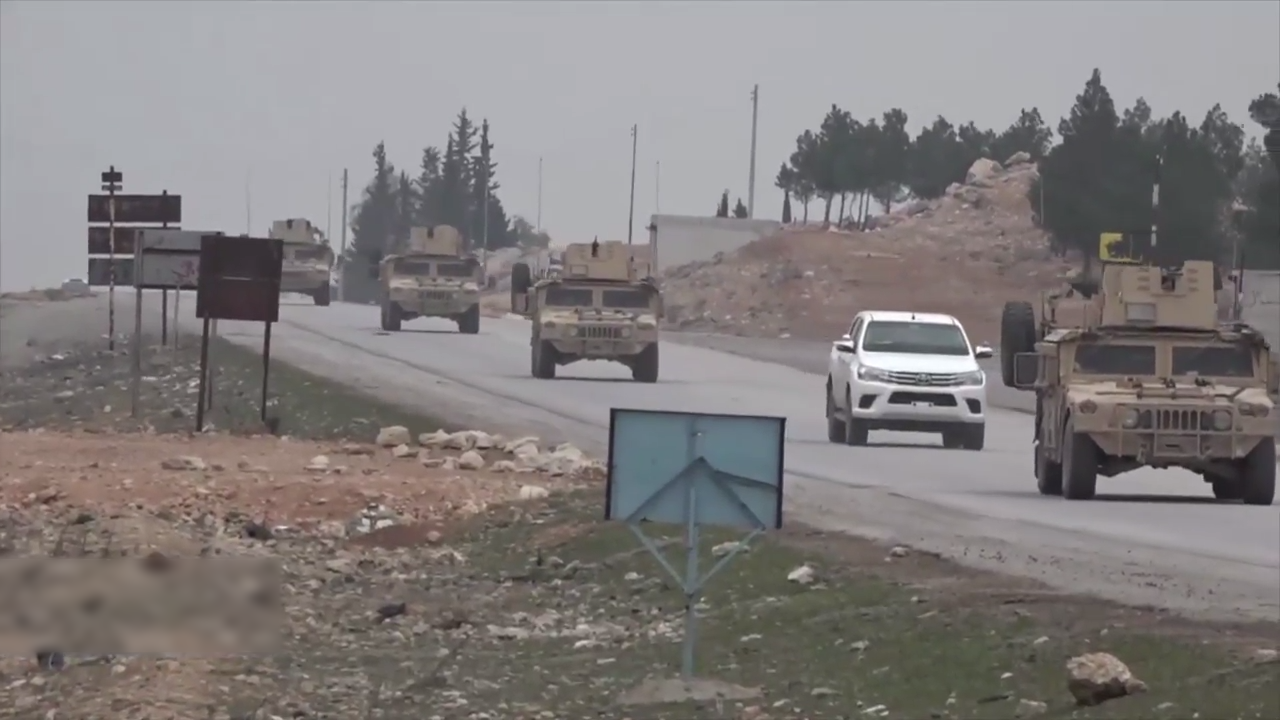
Los Humvees estadounidenses conducen a través de una aldea controlada por la SDF cerca de Manbij en un intento de "disuadir" las escaramuzas entre la SDF y las fuerzas respaldadas por Turquía.

El 28 de febrero, tanto el ejército sirio como los avances de la SDF contra el ISIL continuaron, y ambas partes capturaron un total de cinco aldeas.  Mientras tanto, los rebeldes respaldados por Turquía atacaron el SDF cerca de Arima y capturaron dos aldeas.  Durante el día, según el teniente general Stephen J. Townsend del Ejército de los Estados Unidos , la Fuerza Aérea Rusa bombardeó accidentalmente las fuerzas de las Fuerzas Democráticas Sirias , confundiéndolas con combatientes del EIIL.  El bombardeo causó víctimas, pero fue detenido después de que comandos cercanos de los Estados Unidos informaron a las fuerzas rusas del error.  El 1 de marzo, el SDF capturó cinco aldeas más de ISIL, mientras que el ejército sirio tomó el control de uno más.  Mientras tanto, los rebeldes respaldados por Turquía hicieron un esfuerzo hacia Manbij ocupaba la SDF, y capturaron tres aldeas de la SDF antes de que la SDF los volviera a capturar al día siguiente.   Seis o 12 rebeldes murieron en la lucha,  mientras que el SDF perdió a cuatro luchadores.
El 2 de marzo, el Consejo Militar de Manbij anunció que había llegado a un acuerdo con Rusia para entregar aldeas al oeste de Manbij, bordeando la línea del frente con las fuerzas rebeldes,  al gobierno sirio en los próximos días.  Mientras tanto, un portavoz de YPG declaró que no habían enviado refuerzos al área, ya que no habían sido solicitados.  SDF también lanzó un contraataque, retomando varias aldeas que habían sido capturadas por los rebeldes el día anterior.  Mientras tanto, el ejército sirio y Hezbollah continuaron avanzando y capturaron 13 aldeas del EIIL al día siguiente.  Sergey Rudskoy, del Estado Mayor de Rusia, confirmó el 3 de marzo que SDF había aceptado entregar aldeas al oeste de Manbij al gobierno sirio.  Más tarde declaró que se habían desplegado unidades del ejército sirio en estas aldeas.  El Departamento de Defensa de los Estados Unidos también confirmó el trato.  El 4 de marzo, las fuerzas de operaciones especiales de los Estados Unidos también se desplegaron en Manbij en respuesta a los enfrentamientos.  El ejército de los Estados Unidos declaró que su despliegue se realizó para disuadir actos hostiles, mejorar la gobernabilidad y asegurar que no haya una presencia persistente de YPG.  Mientras tanto, el ejército sirio, respaldado por Hezbollah y la artillería rusa, capturó 5 aldeas de ISIL, y otras 8 al día siguiente.

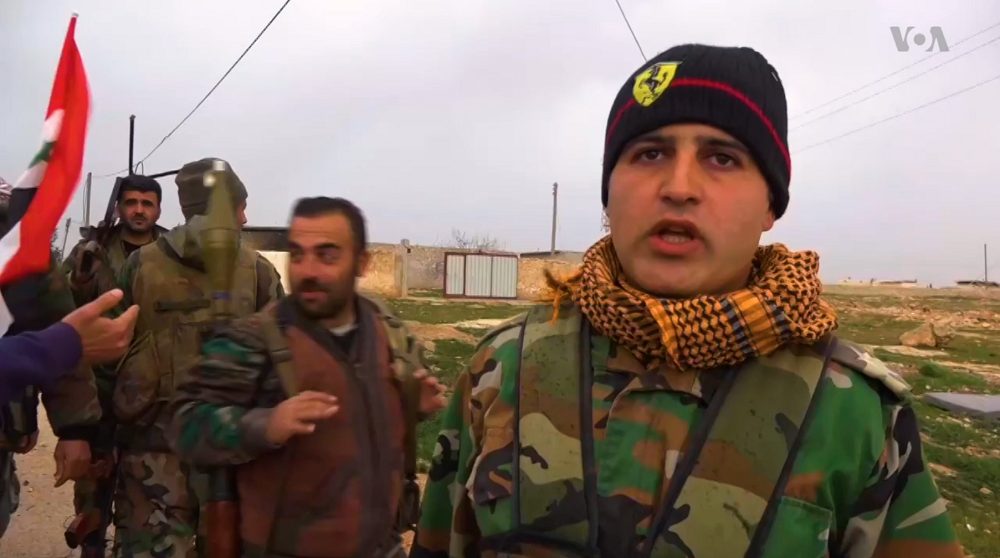
Soldados del ejército sirio en una aldea al oeste de Manbij, actuando como fuerzas de paz.

El 6 de marzo, el ejército sirio capturó seis aldeas del EIIL.  Mientras tanto, el Consejo Militar de Manbij declaró que el Ejército sirio había tomado posiciones en una parte de su línea frontal con los rebeldes respaldados por Turquía.  Mientras tanto, los medios a favor de los rebeldes afirmaron que los rebeldes habían capturado una aldea al oeste de Manbij, sin embargo, los medios a favor de los kurdos rechazaron esto, afirmando que el ataque fue repelido.  El 6 de marzo, también se reveló que las fuerzas de la SDF estaban permitiendo que el Ejército sirio ingresara en 20 aldeas y pueblos a lo largo de la línea del frente con las fuerzas rebeldes, después de lo cual, según informes, se retirarían.  El 7 de marzo, el ejército sirio capturó 23 aldeas más en el campo de Deir Hafer junto con el estratégico Monte Salmah, la ciudad de Khafsah y su estación de tratamiento de agua que abastece a la ciudad de Alepo, llegando a la orilla occidental del lago Assad en el proceso para el primera vez desde 2012.  Al día siguiente, el ejército sirio capturó 21 aldeas.  El 9 de marzo, el ejército sirio comenzó a atacar la estratégica base aérea militar de Jirah .  Sin embargo, en la tarde del 10 de marzo su asalto fue repelido por ISIL, que aprovechó una tormenta de arena para invadir al Ejército sirio al norte de la Base Aérea.  Durante la ofensiva en el campo oriental de Alepo, del 17 de enero al 10 de marzo, el ejército sirio recapturó 150 aldeas.

### Ejército sirio captura a Dayr Hafir
Las Fuerzas del Tigre abandonaron los intentos de capturar la Base Aérea Jirah, debido a las malas condiciones climáticas, y en su lugar decidieron centrarse en las aldeas al este del Aeropuerto Militar de Kuweires.  El 13 de marzo, el ejército sirio capturó la aldea de Humaymah Al-Kabira y asaltó la parte norte de Humaymah Al-Saghira capturándola después de dos horas de lucha, llegando a 2 kilómetros de la ciudad de Dayr Hafir.  El 14 de marzo, el EIIL lanzó el contraataque en un intento por recuperar dos aldeas del ejército sirio, pero fue rechazado.  Entre el 15 y el 16 de marzo, el ejército sirio capturó entre ocho y nueve aldeas cerca de Dayr Hafir.  El 17 de marzo, el ejército sirio capturó otras 4 aldeas junto con una colina cerca de Dayr Hafir.  Al día siguiente, capturó 4 aldeas junto con una colina estratégica cerca de Dayr Hafir.  El 19 de marzo, capturaron una aldea y sus tierras de cultivo al sur de Dayr Hafir. Al día siguiente, el ejército sirio capturó otras dos aldeas junto con una estación de tren cercana, por lo que estuvo cerca de cortar la carretera principal entre Dayr Hafir y Maskanah.
El 21 de marzo, el ejército sirio capturó otras tres aldeas al sur de la ciudad Dayr Hafir.  Al día siguiente, el ejército sirio y Hezbollah capturaron la ciudad de Umm Adasah en el campo de Dayr Hafir, cortando la carretera Aleppo-Raqqa, que era la principal ruta de suministro del ISIL.  Más tarde, el ejército sirio capturó cuatro aldeas más en el campo, casi rodeando el ISIL en la ciudad de Dayr Hafir, y dejando solo una ruta abierta al noreste para que los militantes del ISIL en la ciudad escapen.  El 23 de marzo, el ejército sirio capturó cuatro aldeas al este de Dayr Hafir, cortando la última ruta de escape y asediando completamente la ciudad.  También hubo informes de que el ejército sirio había capturado a Dayr Hafir después de que el ISIL se retirara.  Sin embargo, el ejército sirio no ha entrado todavía en la ciudad de Dayr Hafir, pero se esperaba que lo hicieran, después de que las unidades de remoción de minas sirias y rusas despejaran la ciudad de explosivos ISIL.  El 24 de marzo, las minas y los artefactos explosivos improvisados se retiraron de la ciudad, lo que permitió al Ejército sirio ingresar y asegurar plenamente la ciudad de Dayr Hafir.  El ejército sirio también capturó una aldea al este de Dayr Hafir el mismo día.  Sin embargo, la agencia de noticias iraní Fars y la verificación de hechos Verify-sy informaron que SAA todavía estaba asediando la ciudad.  Además, un reportero a favor del gobierno también publicó una negativa por parte de un comandante de campo de la captura de la ciudad.
El 25 de marzo, los rebeldes respaldados por Turquía tomaron el control de la ciudad Tadef después de una retirada del ejército sirio de la ciudad.  Sin embargo, el Ejército sirio y la División Sultán Murad negaron estos informes más tarde.  El mismo día, el ejército sirio capturó dos aldeas más en el campo oriental de Alepo, al este de Dayr Hafir.  A pesar de algunos informes anteriores que indican lo contrario, gran parte de Dayr Hafir quedó fuera del alcance del Ejército sirio, ya que el EIIL dejó explosivos improvisados en casi todos los edificios y calles, que aún no se han limpiado por completo.  El 26 de marzo, el ejército sirio avanzó hacia el este, capturando otras 4 aldeas.  Otra aldea a lo largo de la carretera Aleppo-Raqqa fue capturada al día siguiente, con el ejército sirio avanzando en la ciudad estratégica de al-Mahdum.  El 28 de marzo, el ejército sirio capturó otras cuatro aldeas junto con una colina.
El 29 de marzo, el ejército sirio ingresó oficialmente y aseguró totalmente la ciudad de Dayr Hafir por primera vez después de desminar la mayoría de los explosivos e IED colocados por ISIL en la entrada de la ciudad.  Una fuente militar anunció que habían capturado la ciudad.

### Avance en la base aérea de Jirah
El ejército sirio comenzó a enfrentarse con ISIL alrededor de la Base Aérea Jirah el 30 de marzo, e ISIL trató de impedir que avanzaran hacia la Gobernación de Raqqa .  Los choques continuaron al día siguiente, mientras que ambas partes no pudieron hacer ningún progreso.  El 1 de abril, el EIIL repelió un asalto SAA en la aldea de Madhum, ubicada en la autopista M4, al enviar un anciano atacante suicida a los soldados, matando a 11 de ellos.  El ejército sirio capturó tres aldeas cerca de la base aérea entre el 3 y el 5 de abril.

## Consecuencias: los combates esporádicos continúan y renuevan la ofensiva hacia el sur.
Entre el 10 y el 17 de abril, se produjeron enfrentamientos esporádicos y ataques aéreos alrededor de la base aérea de Jirah ya que el Ejército sirio había detenido temporalmente la ofensiva debido a la ofensiva rebelde en el norte de Hama .  La unidad Inghimasi de ISIL llevó a cabo una redada en las posiciones adelantadas de SAA cerca del lago Jabbul el 17 de abril, matando a muchos soldados sirios.  La Agencia de Noticias Amaq de ISIL afirmó que 17 soldados fueron asesinados.
El 8 de mayo, la SAA reanudó sus operaciones ofensivas en la región, avanzando hacia la Base Aérea de Jirah.  El 12 de mayo, la SAA capturó la Base Aérea Jirah de ISIL, con los militantes de ISIL retirándose hacia el sur en las Llanuras de Maskanah.  El 13 de mayo, ISIL contraatacó en la base aérea de Jirah, intentando recuperar la base aérea de las fuerzas del gobierno sirio.  Sin embargo, la SAA repelió el asalto ISIL y avanzó aún más, capturando áreas adicionales al sur de la Base Aérea de Jirah.

## Análisis estratégico
Después de que el Ejército sirio cortara la última franja de territorio en el este de Alepo que conectaba a los rebeldes respaldados por Turquía con el EIIL, el periodista de Al-Masdar Chris Tomson especuló que los rebeldes atacarían al Ejército sirio o las Fuerzas Democráticas Sirias, lideradas por los kurdos. (SDF) si fueran a avanzar más profundamente en Siria.  Cualquier otro acto de este tipo pondría a Turquía en desacuerdo con Estados Unidos o Rusia.  A finales de febrero se abrió una ruta comercial entre el gobierno sirio y las áreas controladas por el SDF, donde se intercambiaron bienes y servicios entre las dos áreas, y los familiares pudieron visitarse.  Abdul Karim Saroukhan , jefe de la administración liderada por los kurdos, declaró que la apertura de un corredor hacia el oeste controlado por el gobierno sirio tendrá un impacto positivo y abrirá nuevas oportunidades comerciales para la región kurda que había estado "asediada" por hostiles Los partidos, aunque los avances en la provincia de Alepo Oriental por parte del ejército sirio habían provocado tensiones con YPG en algunas áreas.  También declaró que no había contactos con el gobierno sirio sobre comercio.  La captura de Dayr Hafir ha dejado la puerta abierta para un ataque sirio en la Gobernación de Raqqa, con los únicos obstáculos que son la Base Aérea de Jirah y Maskanah. Para el 28 de marzo, parece inevitable que Jirah caiga, trayendo consigo la planicie Dayr Hafir, de gran cultivabilidad, bajo el control total del ejército sirio, mejorando la seguridad alimentaria para los ciudadanos de Siria y llegando a la línea defensiva final para ISIL en al este de Alepo, la estrecha Termópilas como brecha de las llanuras Maskanah. 

## Galería

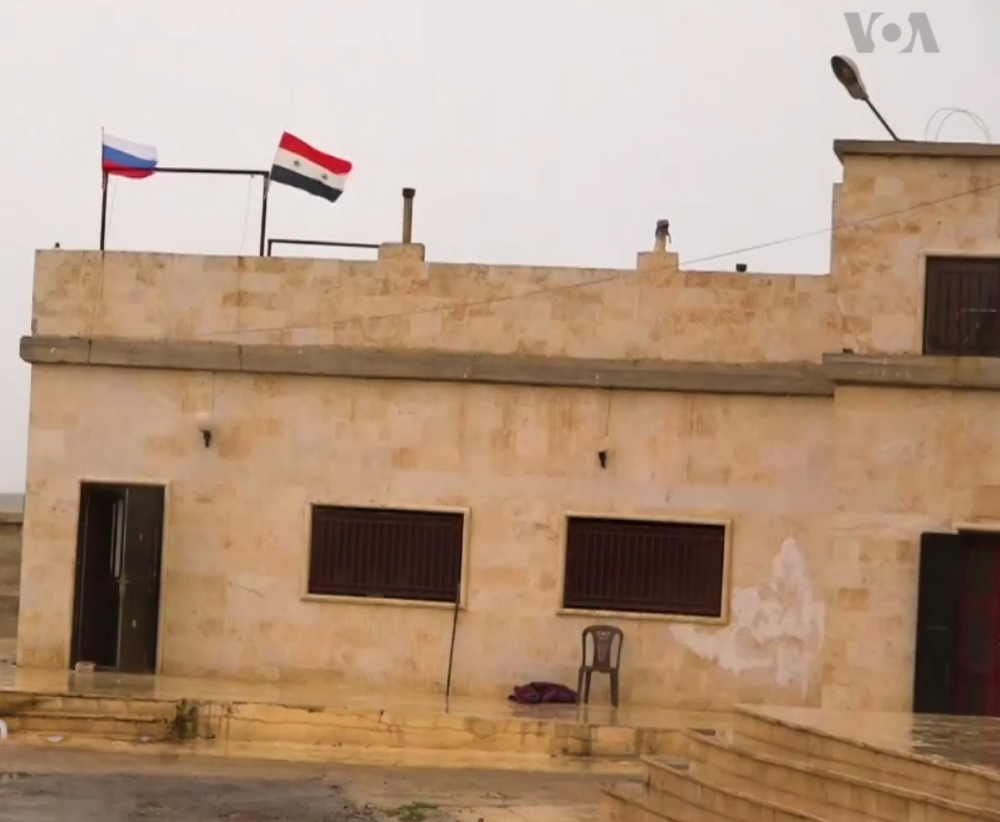
Una base conjunta de Rusia y el ejército sirio en la zona fronteriza entre el SDF y las fuerzas pro turcas.
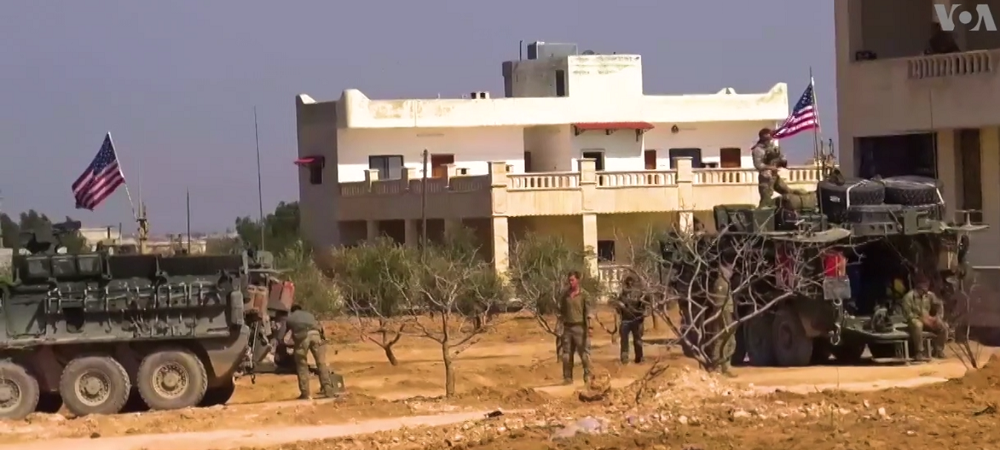
Fuerzas de operaciones especiales de Estados Unidos cerca de Manbij.